# 沃苏勒站
沃苏勒站是法国的一个铁路车站，位于法国东北部城市，上索恩省的省会沃苏勒。

## 位置
沃苏勒站位于沃苏勒市区中部偏南。车站大致呈东西走向，开口朝北。

## 车站历史
沃苏勒站建于1858年，最初由法国东部铁路公司运营，后于1938年被SNCF收购。沃苏勒站所在的巴黎－米卢斯铁路曾为法国重要的铁路干线，但随着法国高速铁路东南线及法国高速铁路莱茵河-隆河线的相继建成通车，途径该铁路的列车数量已大幅减少。由于该铁路大部分路段尚未电气化，因此不具备开行TGV列车的条件。

## 停靠线路
以下列车线路在沃苏勒站停靠：
| 沃苏勒站列车线路表 |              |             |          |              |
| 线路               | 车种         | 上一站      | 下一站   | 大致运行频率 |
| 巴黎—贝尔福        | INTERCITÉS   | 肖蒙/屈尔蒙 | 吕尔     | 每天5趟左右  |
| 巴黎—沃苏勒        | INTERCITÉS   | 肖蒙        | （终点） | 每周1趟      |
| 沃苏勒—贝尔福      | 法国大区列车 | （起点）    | 吕尔     | 每天6趟左右  |
| 1. 2.              |              |             |          |              |

## 配套交通

### 大巴车
沃苏勒站对应的大巴车上下车地点为沃苏勒综合交通枢纽（Pôle Multimodal），位于沃苏勒站的西北侧。
| 停靠沃苏勒站的大巴车 |                                   | |
| 上下车地点           | 运营单位                          | 主要目的地 |
| 沃苏勒综合交通枢纽   | 弗朗什孔泰城际客运 Bus Livéo      | 贝桑松、弗朗什-孔泰TGV、里奥                                                                                    |
| 沃苏勒综合交通枢纽   | 上索恩省城际客运 Lignes saônoises | 格雷、沃维莱、吕克瑟伊莱班、维勒弗朗孔、孔博方丹                                                                |
| 沃苏勒综合交通枢纽   | SNCF                              | 格雷、瑞塞、吕克瑟伊莱班、阿蒙库尔、索村 （当某条铁路线施工或罢工时，SNCF可能会提供途径该线路沿途站点的大巴车） |
| 1. 2. 3.             |                                   | |

### 市内交通
沃苏勒站对应的公交车站名称为“Pôle Multimodal”，沃苏勒市区内所有公交线均停靠该站，周日及节假日均停运。

## 临近车站
| 沃苏勒站（Gare de Vesoul）     |                  |          |
| 上行车站                       | 线路             | 下行车站 |
| 屈尔蒙-沙兰德雷站              | 巴黎－米卢斯铁路 | 吕尔站   |
| - 本表仅显示运营中的线路及车站 |                  |          |